# Santon, Norfolk
Santon är en by i civil parish Lynford, i distriktet Breckland, i grevskapet Norfolk, i England. Byn är belägen 7 km från Thetford. Santon var en civil parish fram till 1935 när blev den en del av Lynford. Civil parish hade 24 invånare år 1931. Byn nämndes i Domedagsboken (Domesday Book) år 1086, och kallades då Santuna.